# NGC 2916
NGC 2916 је спирална галаксија у сазвежђу Лав која се налази на NGC листи објеката дубоког неба.
Деклинација објекта је + 21° 42' 16" а ректасцензија 9h 34m 57,5s. Привидна величина (магнитуда) објекта NGC 2916 износи 11,9 а фотографска магнитуда 12,7. Налази се на удаљености од 40,6000 милиона парсека од Сунца. NGC 2916 је још познат и под ознакама UGC 5103, MCG 4-23-11, CGCG 122-21, IRAS 09321+2155, PGC 27244.